# Навплий (сын Посейдона)
Навплий (др.-греч. Ναύπλιος, лат. Nauplius) — персонаж древнегреческой мифологии. Сын Посейдона и Амимоны. Основал город Навплию (современный Нафплион), поселив там египтян, прибывших вместе с его дедом Данаем в Арголиду. Открыл Большую Медведицу. Аргонавт (по Гигину). Отец Пройта (Προῖτος) и Дамастора.